# هیکارو مینگیشی

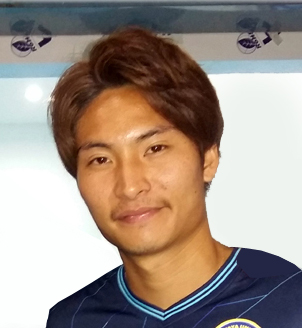
هیکارو مینگیشی در سال ۲۰۱۸

هیکارو مینگیشی (انگلیسی: Hikaru Minegishi؛ زادهٔ ۵ ژوئن ۱۹۹۱) بازیکن فوتبال اهل فیلیپین است.
از باشگاه‌هایی که در آن بازی کرده‌است می‌توان به باشگاه فوتبال اوراوا رد دیاموندز اشاره کرد.
وی همچنین در تیم ملی فوتبال فیلیپین بازی کرده‌است.